# Bellamya leopoldvillensis
Bellamya leopoldvillensis је пуж из реда Architaenioglossa и фамилије Viviparidae. 

## Угроженост
Ова врста се сматра угроженом.

## Распрострањење
Ареал врсте је ограничен на једну државу, ДР Конго.

## Станиште
Станиште врсте су слатководна подручја. 